# Yvonne Clays Spoelders
Yvonne Clays Spoelders (3 tháng 6 năm 1906 – 11 tháng 2 năm 1994) là một quý tộc người Bỉ, từng là Đệ nhất Phu nhân của Costa Rica từ năm 1940 đến 1944. Bà cũng được ghi nhận là nhà ngoại giao nữ đầu tiên của quốc gia này.

## Tiểu sử
Yvonne Clays Spoelders sinh ngày 3 tháng 6 năm 1906 tại Antwerp, Vương quốc Bỉ, là con gái của ông Jozef Clays và bà Maria-Catherine Spoelders. Bà theo học tại các trường ở Bỉ, Pháp và Anh. Trong một kỳ nghỉ tại ngôi nhà ven biển của gia đình ở Blankenberge, bà gặp Rafael Ángel Calderón Guardia, khi đó là một du học sinh trẻ người Costa Rica. Hai người kết hôn tại Antwerp vào ngày 28 tháng 7 năm 1927.
Sau khi Calderón Guardia đắc cử Tổng thống Costa Rica (1940–1944), Clays trở thành Đệ nhất Phu nhân. Trong thời gian này, bà tích cực tham gia các hoạt động xã hội. Bà là thành viên và Tổng thư ký của Hội Phụ nữ Samaritan (Sociedad de Damas Samaritanas), tổ chức do Đệ nhất Phu nhân Julia Fernández Rodríguez (phu nhân của Tổng thống León Cortés Castro) thành lập và là nơi đặt nền móng cho việc thành lập Casa de la Madre y el Niño – một cơ sở hỗ trợ phụ nữ và trẻ em.
Năm 1940, bà góp phần khôi phục Dàn nhạc Giao hưởng Quốc gia Costa Rica (Orquesta Sinfónica Nacional de Costa Rica) và giữ chức Chủ tịch đầu tiên của ban giám đốc cho đến năm 1947. Trong suốt nhiệm kỳ, bà không nhận thù lao.
Bên cạnh các hoạt động văn hóa – xã hội, Clays còn đóng vai trò quan trọng trong chính sách đối ngoại của Costa Rica. Bà từng là phiên dịch chính thức trong cuộc gặp năm 1940 giữa Tổng thống Calderón và Tổng thống Hoa Kỳ Franklin D. Roosevelt. Sau đó, bà trở thành nữ nhà ngoại giao đầu tiên của Costa Rica, đảm nhận một số nhiệm vụ quan trọng tại Hoa Kỳ.
Thông qua mối quan hệ thân thiết với Ngoại trưởng Hoa Kỳ Sumner Welles, bà đóng vai trò trung gian thúc đẩy việc ký kết Hiệp định Fernández năm 1942, theo đó Costa Rica nhận được khoản tín dụng lên đến 2 triệu USD từ Hoa Kỳ. Bà cũng góp phần quan trọng trong việc thành lập Viện Khoa học Nông nghiệp Liên Mỹ (Instituto Interamericano de Ciencias Agrícolas) tại Costa Rica vào năm 1943 – tiền thân của Viện Hợp tác Nông nghiệp Liên Mỹ (Instituto Interamericano de Cooperación para la Agricultura – IICA).
Yvonne Clays Spoelders qua đời tại San José, Costa Rica, vào ngày 11 tháng 2 năm 1994, hưởng thọ 87 tuổi. Trước khi qua đời, bà đã hiến tặng thư viện cá nhân của mình cho Khoa Khoa học của Đại học Costa Rica.